# Augusta Fonds

IKRK-Logo

Der Augusta Fonds war ein von 1890 bis 2015 durch das Internationale Komitee vom Roten Kreuz (IKRK) verwalteter Fonds in Gedenken an die Deutschen Kaiserin und Königin von Preußen, Augusta von Sachsen-Weimar-Eisenach, und ihrer Unterstützung für das Rote Kreuz.

## Beziehungen zum Roten Kreuz

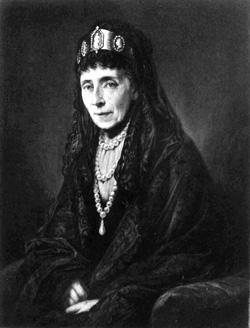
Kaiserin Augusta

Augusta hatte in den letzten Wochen des Jahres 1862 vom Buch Henry Dunants Un souvenir de Solferino („Eine Erinnerung an Solferino“) Kenntnis erhalten, es selbst gelesen, ihrem Mann Wilhelm I. und dem Kronprinzen Friedrich-Wilhelm zur Lektüre vorgeschlagen. Die im Buch gemachten Vorschläge zur Gründung von freiwilligen Hilfsgesellschaften fanden sofort Anklang bei ihnen. Anlässlich der Siegesfeiern zur Schlacht bei Königgrätz im Jahr 1866 empfängt Augusta Henry Dunant persönlich und berichtet ihm über ihre Tätigkeit in der Verwundetenfürsorge. Über die Begegnung berichtet Dunant später in seinen Mémoires; er empfand die Aufnahme am Hofe mit Genugtuung und Stolz. Im November 1866 war Augusta an der Gründung des Vaterländischer Frauenvereins maßgeblich beteiligt.
1869 nahm sie in Begleitung ihrer Tochter Luise und ihres Sohnes Friedrich an der II. Internationalen Rotkreuz-Konferenz in Berlin u. a. an Plenarsitzungen teil.
Anlässlich der Weltausstellung 1873 in Wien stiftete Augusta zwei weitere Preise; einen für die beste Arbeit zur Kriegschirurgie (Gewinner: Friedrich Esmarch; Handbuch der kriegschirurgischen Technik) und einer Studie über die erste Genfer Konvention (Gewinner: Karl Lueder; Die Genfer Convention : Historisch und kritisch-dogmatisch mit Vorschlägen zu ihrer Verbesserung, unter Darlegung und Prüfung der mit ihr gemachten Erfahrungen und unter Benutzung der amtlichen, theilweise ungedruckten Quellen bearbeitet).
Augusta stiftete dem IKRK im Jahr 1884, anlässlich der III. Internationalen Rotkreuz-Konferenz in Genf, eine weitere Summe von 5 Millionen Franc. Das Komitee entschied, das Geld als Preisgeld für einen Wettbewerb auszuloben, der die besten Vorschläge für mobile Ambulanzeinrichtungen prämierte.

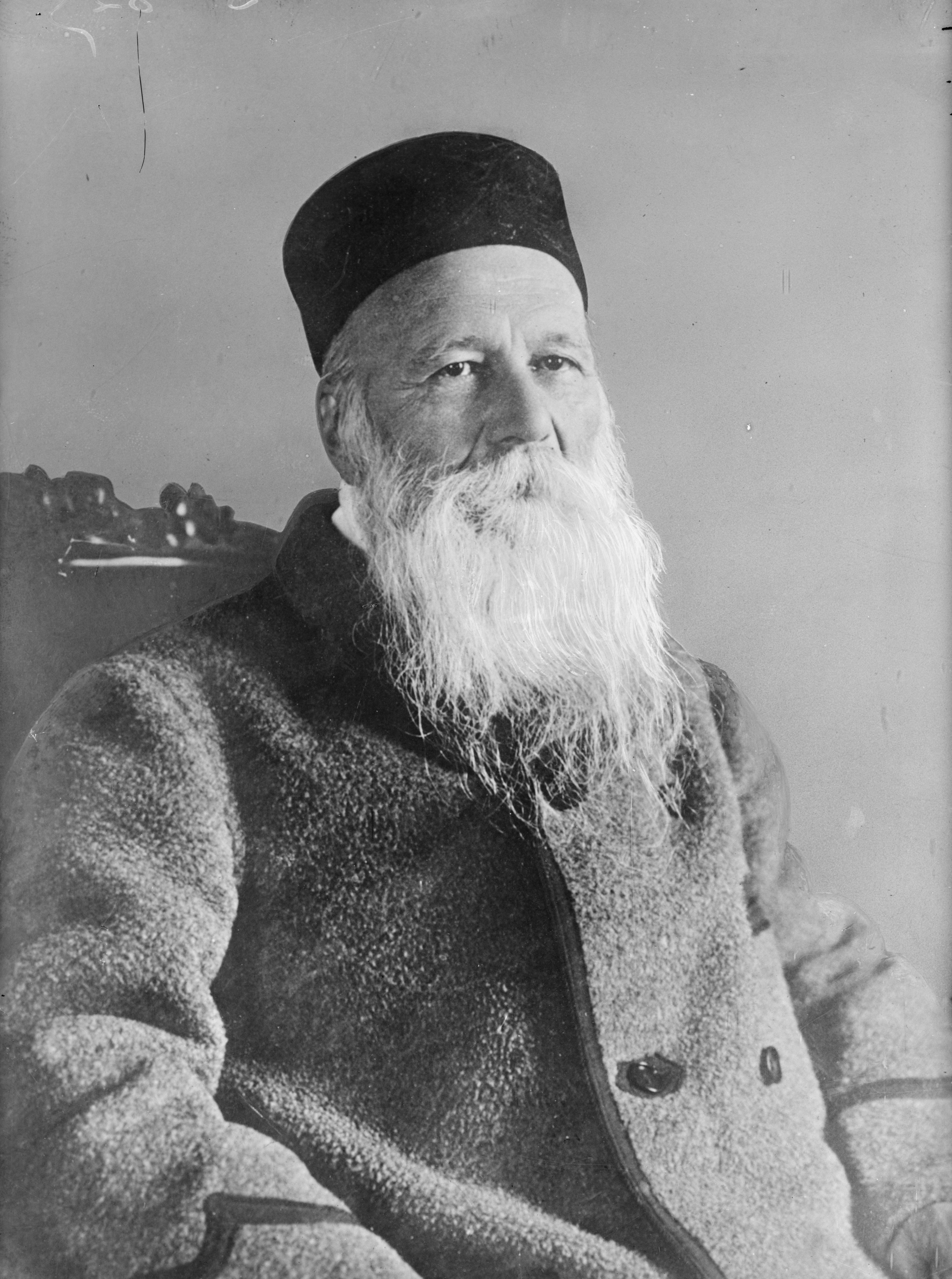
Jean Henri Dunant

Je drei Gold- und Silber-Medaillen mit ihrem Bildnis sowie die Summe in Höhe von 6.000 Mark stiftete Augusta im Jahr 1887 anlässlich der IV. Internationalen Rotkreuz-Konferenz in Karlsruhe zur Förderung der Rotkreuz-Interessen auf internationaler Ebene, insbesondere im Hinblick auf die Schaffung von Regelungen zur Verwundetenfürsorge. Auch diese Summe wurde für einen Wettbewerb in Bezug auf mobile Ambulanzeinrichtungen verwendet. Augusta war auf der dritten Tagung der Konferenz, während eines Besuches ihrer Tochter und Schwiegersohnes Friedrich I. in Karlsruhe, anwesend.
Eine finanzielle Förderung von Dunant, der in finanzielle Schwierigkeiten geriet, kam offensichtlich nicht zustande. Das angedachte Geld von 40.000 Franc wurden wohl vom IKRK vereinnahmt.
Noch kurz vor ihrem Tod (7. Januar 1890) schrieb sie dem Zentralkomitee der deutschen Vereine vom Roten Kreuz am 2. Januar 1890 wie sehr sie die Arbeit des Roten Kreuzes in den letzten Jahren schätze. Das IKRK und das Zentralkomitee würdigten ihre Leistungen für das Rote Kreuz in zwei ausführlichen Nachrufen.
Weite und umfänglichere Beziehungen zum Roten Kreuz unterhielt auch Augustas Tochter Luise.

## Der Augusta Fonds
Nach der Nachricht vom Tode Augustas schlug Professor Longmore (Britisches Rotes Kreuz) vor, im
Gedenken an die besondere Rolle der Kaiserin bei der Förderung der Arbeit des Roten Kreuzes den Augusta Fonds zu gründen. Das IKRK nahm diese Idee auf und teilte den Nationalen Gesellschaften im Januar 1890 mit, dass ein solcher Fonds nun errichtet wurde, die notwendigen Regularien verabschiedet wurden und bat um Zugaben von Seiten der Nationalen Gesellschaften. Die Preisverleihung sollten jeweils am 7. Januar, dem Jahrestag des Todes der Kaiserin, erfolgen. Am 7. Januar 1891 betrug das Kapital des Fonds bereits 41.000 Schweizer Franken.
Die Rotkreuz-Konferenzen von 1892 (Rom) und 1897 (Wien) beschlossen, dass der Fonds bis zur Erreichung einer Gesamtsumme von 100.000 Schweizer Franken als unveräußerlich deklariert wurde.
Die Auszahlungen erfolgte über drei Perioden: 1903–1912, 1928–1938 und 1948–1968. An Nationale Rotkreuz- und Rothalbmond-Gesellschaften wurden die Erlöse der Zinsen ausgeschüttet, um damit ihre dringlichsten Programme finanzieren zu können. Erste begünstigte Gesellschaft war 1904 das Dänische Rote Kreuz (3.385,60 Franken); sie verwendete das Geld für den Bau eines Modellkrankenhauses. In den Folgejahren wurden die Nationalen Rotkreuz-Gesellschaften von Deutschland (1905), der Schweiz (1906; 3.400 Franken) und der Niederlande (1906; 3.385,10 Franken) mit Geldern bedacht.
Die Londoner Rotkreuz-Konferenz (1907) beschloss, dass die Erträge von nun an alle drei Jahre ausgeschüttet werden sollten.
Die ersten Ausschüttungen dieses Fonds zog eine Reihe von weiteren Fond-Errichtungen beim IKRK nach sich; so wurden der Marie Feodorowna-Fonds 1907 errichtet, 1912 der Florence-Nightingale-Medaillen-Fonds und der Kaiserin Shôken-Fond.
Durch den Ersten Weltkrieg wurde die Summe der Einlagen um zwei Drittel des ehemaligen Wertes verringert. Das Komitee gab sich alle Mühe, um diesen Missstand unverzüglich zu beheben und führte eine Kampagne zu diesem Zweck durch. Auf der X. Internationalen Rotkreuz-Konferenz 1921 (Genf) bekam es die Zustimmung zur Umsetzung eines Planes für die Wiederherstellung des unveräußerlichen Kapital von 100.000 Schweizer Franken. Die Konferenz beschloss die Verleihung jedoch auf einen fünfjährlichen Rhythmus zu beschränken.
Auf der XIII. Konferenz (1928, Den Haag) konnte das Komitee mit besonderer Zufriedenheit mitteilen, dass die Verbesserung der Situation des Fonds es ermöglicht, von nun an die Verteilung alle vier Jahre durchzuführen. Im Jahr 1930 konnten sechs Nationale Gesellschaften, im Jahr 1934 schon die doppelte Anzahl, mit Geldern aus dem Fonds bedacht werden.
Der Ausbruch des Zweiten Weltkrieges unterbrach die Ausschüttung erneut. Erst 1948 konnten wieder Zuschüsse an 13 Nationalen Gesellschaften gewährt werden. Bei einer Ausschüttung im Jahr 1956 wurden elf Nationale Gesellschaften mit Zuschüssen in Höhe von 34.000 Schweizer Franken bedacht.
Im Jahr 1969 beschloss die XXI. Rotkreuz-Konferenz (Istanbul), dass bis auf Weiteres die Erträge des Fonds an den Florence Nightingale-Medaillen-Fonds zugewiesen werden, da die Einnahmen aus dem Augusta Fonds nicht ausreichend waren, um den Anforderungen gerecht zu werden, und der Nightingale-Fonds ein signifikantes Defizit aufwies. Zum 31. Dezember 1969 betrug das Kapital des Fonds 134,959.65 Schweizer Franken; zum 31. Dezember 1973 103.926,50 Schweizer Franken.
Nach 150 Jahren Bestehen des Fonds beschloss die XXXII. Internationale Rotkreuz-Konferenz im Jahr 2015 (Genf), den Fonds aufzulösen und die Vermögenswerte auf den Florence Nightingale-Medaillen-Fonds zu übertragen.